# 南国市立白木谷小学校
南国市立白木谷小学校（なんこくしりつしらきだにしょうがっこう）は、高知県南国市にある公立小学校。

## 概要
高知県のほぼ中央に位置し、高知市との接点に当たる自然豊かな南国市の学校である。2002年には新校舎が完成した。生徒数は12名（2007年1月現在）

## 所在地
高知県南国市白木谷761番地

## アクセス
- JR四国 後免駅からタクシーで15分程度

## 通学区域が隣接している学校
- 南国市立奈路小学校
- 南国市立久礼田小学校
- 南国市立岡豊小学校
- 高知市立久重小学校
- 高知市立義務教育学校土佐山学舎